# Citroën Berlingo
O Berlingo é um modelo produzido pelo construtor francês Citroën desde 1996. O Berlingo sucede ao Citroën C15, produzido entre 1984 e 2005.

## Primeira Geração
Um automóvel de trabalho que não dá trabalho.
O Berlingo é, para a Citroën, a prova de que um veículo de trabalho não tem que parecer rude para ser robusto, nem feio para ser eficaz. Segundo a marca estão reunidas num só veículo características como ser prático, económico e flexível.

### Principais equipamentos
- Redes de arrumação
- Modubox
- Prateleiras de arrumação
- Bolsas de arrumação nos bancos
- Espaços de arrumação
- Bolsas de arrumação nas portas
- Gavetas de arrumação
- Caixas de arrumação
- Capucine
- Portão traseiro
- Vidros laterais
- Vidros dianteiros
- Rádio (CD Player opcional)
- Painel de instrumentos
- Volante regulável
- Limpa-vidros automático
- Comandos do auto-rádio
- Direcção eléctrica
- Cintos de segurança
- Airbags
- Aviso de trancagem e destancagem de portas
- Faróis parabólicos
- Segurança infantil
- ABS (opcional)
- Climatização (opcional)

### Motorização

#### Gasolina
- 1.4 - 75 cv
- 1.8 8V Multispace - 90cv (Brasil)
- 1.6 16V GLX - (Brasil)

#### Diesel
- 1.9D - 71 cv
- 2.0HDi - 90 cv

## Novo Citroën Berlingo
O novo Berlingo agora apresentado foi alvo de uma enorme mudança. Esta é uma versão totalmente nova.
O Berlingo cresceu. Com o lançamento do Citroën Nemo, o seu "irmão mais novo", o Berlingo precisava de repensar todos os seus valores e apresentar-se como uma outra solução em vez de uma alternativa. A necessidade de diferenciação resultou num comercial de dimensões mais generosas e apto para tarefas diferentes das do Nemo. Desta forma, o Berlingo ganhou mais 24 cm em comprimento, 1,81 cm em largura e aumentou em 3,5 cm a distância entre eixos. Com o aumento das suas dimensões, também o volume de carga é naturalmente maior. Mas esta geração do Berlingo trás mais uma novidade: o Berlingo Versão Longa, uma opção com 4,63 m, ou seja, com mais 25 cm de comprimento face a versão normal.
Para além de prática e funcional, a nova ferramenta de trabalho da Citroën recebeu também uma frente com um design similar aos modelos de passageiros do construtor francês de automóveis.

### Principais equipamentos
- ABS (série)
- Controlo de pressão dos pneus
- Computador de bordo
- Kit Bluetooth

## Berlingo Combi
Tal como na primeira versão, o novo Berlingo conta também com uma versão de passageiros. Graças ao significativo aumento que sofreu, o conforto dos passageiros é agora muito similar a um automóvel de passageiros construído de raiz para esse efeito.

## Berlingo Van

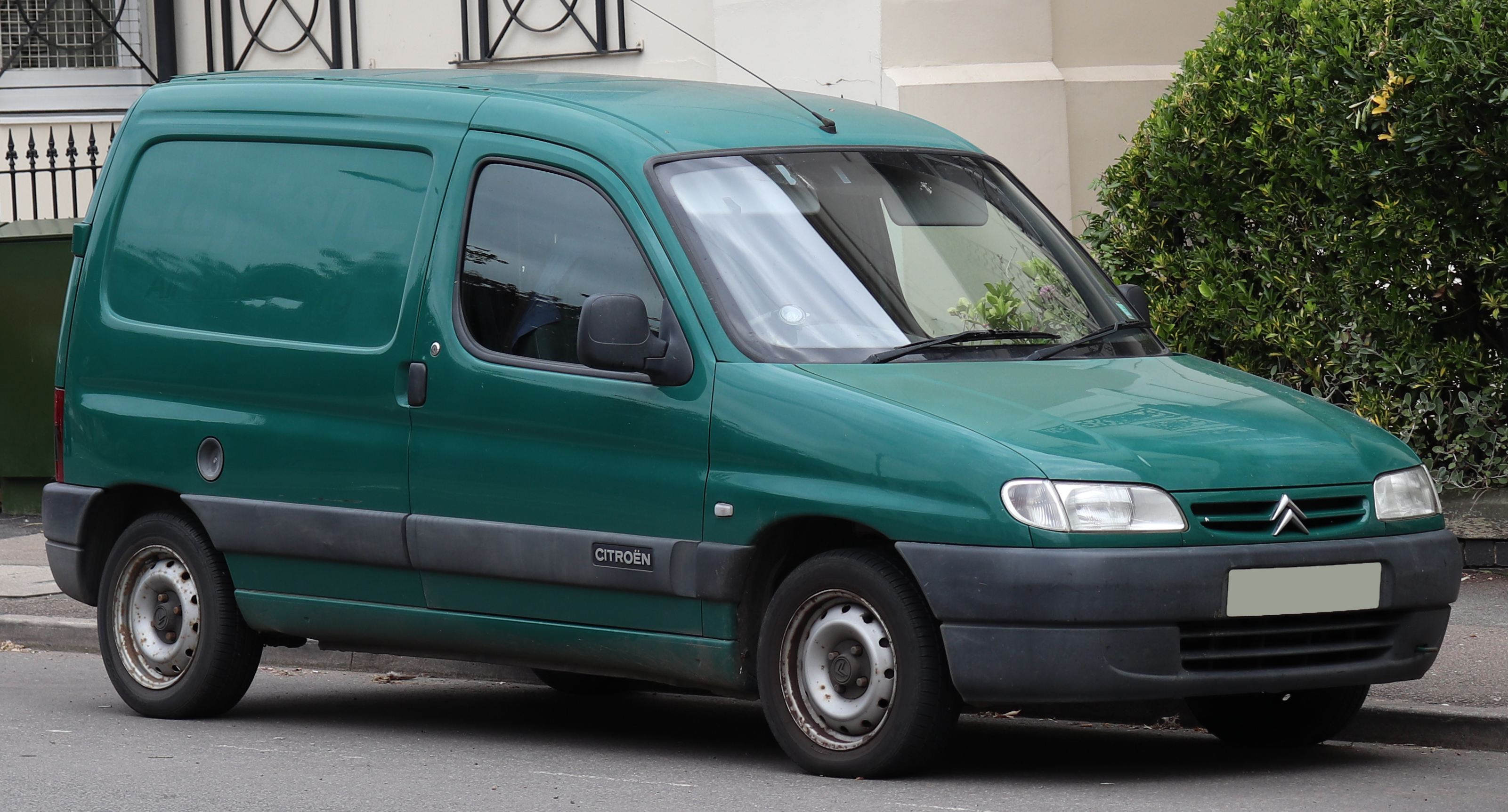
1ª Geração do Berlingo

A versão comercial da Berlingo foi totalmente projectada para facilitar o transporte de mercadorias. O piso plano permite-lhe receber cargas directamente de um empilhador até 800 kg ou 3 m3. Escadas, tubos e pranchas até 1,70 m também são compatíveis com a Berlingo Van.

## Vendas e produção
| Ano  | Produção mundial | Produção mundial | Vendas mundiais | Vendas mundiais | Notas |
| Ano  | Berlingo         | Partner          | Berlingo        | Partner         | Notas |
| 2008 | ASA              | ASA              | ASA             | 147,600         |       |
| 2009 | ASA              | 120,500          | ASA             | 133,300         |       |
| 2010 | ASA              | 164,600          | ASA             | 160,200         |       |
| 2011 | 164,162          | 167,368          | 165,807         | 165,240         | [ 3 ] |
| 2012 | 136,800          | 142,300          | 139,800         | 149,800         | [ 4 ] |